# Luftflotte 4
Die Luftflotte 4 (Lfl. 4) war eine am 18. März 1939 aus dem Luftwaffenkommando Österreich in Wien aufgestellte Luftflotte der Luftwaffe der Wehrmacht. Am 21. April 1945 wurde die Luftflotte 4 in Luftwaffenkommando 4 umbenannt.

## Geschichte
Die Luftflotte 4 ging am 18. März 1939 aus dem Luftflottenkommando Österreich hervor, das nach dem Anschluss Österreichs an das Deutsche Reich am 12. März 1939 entstanden war. Beim Überfall auf Polen agierte sie im Bereich der Heeresgruppe Süd.
Bei den anschließenden Feldzügen in Nord- und Westeuropa war sie nicht aktiv. Erst beim Balkanfeldzug wurden ihr wieder größere Verbände unterstellt. Zu Beginn des Angriffs auf Jugoslawien am 6. April 1941 bombardierten Flugzeuge der Luftflotte 4 die jugoslawische Hauptstadt Belgrad. Nach jugoslawischen Angaben starben dabei 2271 Menschen und 9000 Gebäude wurden zerstört oder beschädigt. Der verantwortliche Oberbefehlshaber der Luftflotte 4, Alexander Löhr, wurde dafür am 16. Februar 1947 vor dem Militärgerichtshof der Föderativen Volksrepublik Jugoslawien zum Tode verurteilt. Das Urteil wurde zehn Tage später vollstreckt.
Bei der Luftlandung auf der Insel Kreta hatte die Luftflotte 4 den alleinigen Oberbefehl, sodass ihr auch Heeresverbände unterstellt waren.
Beim Angriff auf die Sowjetunion war die Luftflotte 4 im Bereich der Heeresgruppe Süd des Heeres eingesetzt. Sie blieb bis Kriegsende an der Ostfront. Am 21. April 1945 erfolgte die Umbenennung in Luftwaffenkommando 4.

## Führung

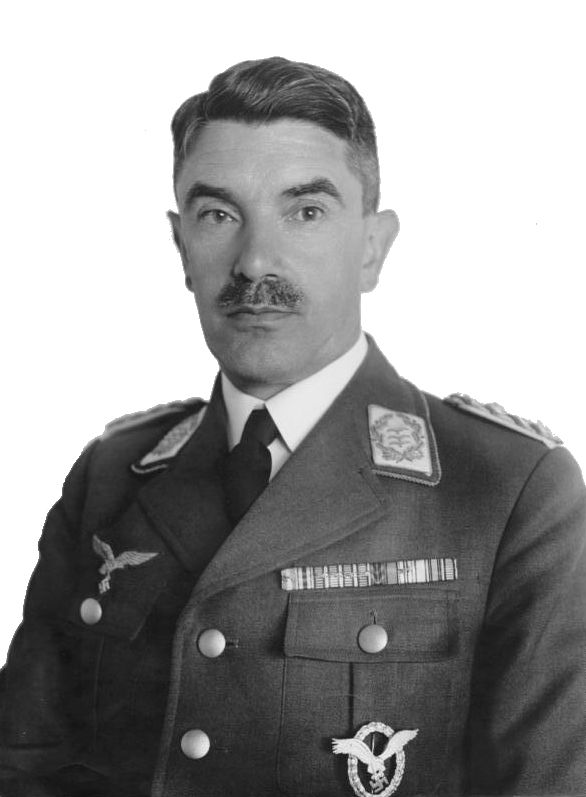
Alexander Löhr, erster Chef der Luftflotte 4, wegen Kriegsverbrechen in Jugoslawien 1947 zum Tode verurteilt.

| Oberbefehlshaber                                     | von                | bis                |
| ---------------------------------------------------- | ------------------ | ------------------ |
| Generaloberst Alexander Löhr                         | 18. März 1939      | 20. Juli 1942      |
| Generalfeldmarschall Wolfram Freiherr von Richthofen | 20. Juli 1942      | 4. September 1943  |
| Generaloberst Otto Deßloch                           | 4. September 1943  | 17. August 1944    |
| Generalleutnant Alexander Holle                      | 25. August 1944    | 27. September 1944 |
| Generaloberst Otto Deßloch                           | 28. September 1944 | 7. April 1945      |

| Chef des Generalstabs                 | von               | bis               |
| ------------------------------------- | ----------------- | ----------------- |
| Oberst Günther Korten                 | 18. März 1939     | 19. Dezember 1939 |
| Oberst Herbert Olbrich                | 19. Dezember 1939 | 21. Juni 1940     |
| Oberstleutnant Andreas Nielsen        | 21. Juli 1940     | 3. November 1940  |
| Oberst Richard Schimpf                | 4. November 1940  | 15. Januar 1941   |
| Generalleutnant Günther Korten        | 15. Januar 1941   | 12. August 1942   |
| Oberst Hans-Detlef Herhudt von Rohden | 24. August 1942   | 23. Februar 1943  |
| Oberst Karl-Heinrich Schulz           | 1. März 1943      | 25. März 1943     |
| General der Flieger Otto Deßloch      | 26. März 1943     | 3. September 1943 |
| Generalmajor Karl-Heinrich Schulz     | 3. September 1943 | 7. April 1945     |

## Unterstellte Verbände
| September 1939 (Überfall auf Polen)                        | direkt unterstellt                                          | 3./Fernaufklärungsgruppe 123; Wettererkundungsstaffel 76 |
| September 1939 (Überfall auf Polen)                        | 2. Fliegerdivision                                          | I., II. und III./Kampfgeschwader 4; I. und III./Kampfgeschwader 76; I., II. und III./Kampfgeschwader 77; I./Sturzkampfgeschwader 2; I./Zerstörergeschwader 76; 3./Fernaufklärungsgruppe 122 |
| September 1939 (Überfall auf Polen)                        | Fliegerführer z. b. V.                                      | I. und II./Sturzkampfgeschwader 77; I./Sturzkampfgeschwader 76; I./Zerstörergeschwader 2; II./Lehrgeschwader 2; 1./Fernaufklärungsgruppe 124 |
| 5. April 1941 (Balkanfeldzug)                              | direkt unterstellt                                          | 4./Fernaufklärungsgruppe 121; I. und III. Kampfgeschwader 2; III./Kampfgeschwader 3; I., II., und III./Kampfgeschwader 51; II./Kampfgeschwader 4 |
| 5. April 1941 (Balkanfeldzug)                              | Fliegerführer Graz                                          | II./Sturzkampfgeschwader 77; II./Jagdgeschwader 54; I./Jagdgeschwader 27 |
| 5. April 1941 (Balkanfeldzug)                              | Fliegerführer Arad                                          | I. und III./Sturzkampfgeschwader 77; I./Zerstörergeschwader 26; III. und 4./Jagdgeschwader 54; II. und III./Jagdgeschwader 77 |
| 5. April 1941 (Balkanfeldzug)                              | VIII. Fliegerkorps                                          | I. und III./Sturzkampfgeschwader 2; I./Sturzkampfgeschwader 1; II. und 10.(S)/Lehrgeschwader 2; II./Zerstörergeschwader 26; II. und III./Jagdgeschwader 27; I.(Jagd)/Lehrgeschwader 2; 2./Fernaufklärungsgruppe 11 |
| 5. April 1941 (Balkanfeldzug)                              | Deutsche Luftwaffenmission Rumänien                         | III./Jagdgeschwader 52 |
| 5. April 1941 (Balkanfeldzug)                              | Luftgau-Kommando XVII                                       | Erg.Gruppe/Jagdgeschwader 77; Erg.Staffel/Sturzkampfgeschwader 2; Flughafen-Bereichs-Kommando 1/XVII; Flughafen-Bereichs-Kommando 2/XVII; Flughafen-Bereichs-Kommando 3/XVII |
| 20. Mai 1941 (Luftlandeschlacht um Kreta)                  | direkt unterstellt                                          | 4./Fernaufklärungsgruppe 121; Wettererkundungsstaffel 76; Seenotstaffel 7; 6. Gebirgs-Division; 5. Panzer-Division |
| 20. Mai 1941 (Luftlandeschlacht um Kreta)                  | VIII. Fliegerkorps                                          | I. und III./Kampfgeschwader 2; III./Kampfgeschwader 3; I., II. und III./Lehrgeschwader 1; II./Kampfgeschwader 26; I., II. und III. Sturzkampfgeschwader 1; I. und III. Sturzkampfgeschwader 2; I., II. und III./Sturzkampfgeschwader 77; I. und II./Zerstörergeschwader 26; II./Zerstörergeschwader 76; II. und III./Jagdgeschwader 77; I. und II./Lehrgeschwader 2; II./Kampfgeschwader 4; 10./Lehrgeschwader 2; 2./Fernaufklärungsgruppe 11; 7./Lehrgeschwader 2; |
| 20. Mai 1941 (Luftlandeschlacht um Kreta)                  | XI. Fliegerkorps                                            | 7. Flieger-Division; Luftlande-Sturmregiment; 5. Gebirgs-Division; 22. Infanterie-Division; I. und II./Kampfgeschwader z. b. V. 1; I. und II./Kampfgeschwader z. b. V. 172; Kampfgruppe z.b.V 60; Kampfgruppe z. b. V. 101; Kampfgruppe z. b. V. 102; Kampfgruppe z. b. V. 40; Kampfgruppe z. b. V. 105; Kampfgruppe z. b. V. 106; I./Luftlandegeschwader 1 |
| 20. Mai 1941 (Luftlandeschlacht um Kreta)                  | Luftgaukommando VIII                                        | Flughafen-Bereichs-Kommando Breslau-Schöngarten; Flughafen-Bereichs-Kommando Brieg |
| 20. Mai 1941 (Luftlandeschlacht um Kreta)                  | Luftgau-Kommando XVII                                       | Flughafen-Bereichs-Kommando 1/XVII; Flughafen-Bereichs-Kommando 2/XVII; Flughafen-Bereichs-Kommando 3/XVII |
| 22. Juni 1941 (Deutsch-Sowjetischer Krieg)                 | direkt unterstellt                                          | 4./Fernaufklärungsgruppe 122; Wettererkundungsstaffel 76; Kampfgruppe z. b. V. 50, 104 |
| 22. Juni 1941 (Deutsch-Sowjetischer Krieg)                 | IV. Fliegerkorps                                            | 3./Fernaufklärungsgruppe 121; I., II. und III./Kampfgeschwader 27, II./Kampfgeschwader 4; II. und III./Jagdgeschwader 77, I./Lehrgeschwader 2 |
| 22. Juni 1941 (Deutsch-Sowjetischer Krieg)                 | V. Fliegerkorps                                             | 4./Fernaufklärungsgruppe 121; I., II. und III./Kampfgeschwader 55; I. und II./Kampfgeschwader 54; I., II. und III. Kampfgeschwader 51; I., II. und III./Jagdgeschwader 3 |
| 22. Juni 1941 (Deutsch-Sowjetischer Krieg)                 | II. Flakkorps                                               | Stab/Flakregiment 6 mit leichte Flakabteilung 93, I./Flakabteilung 7, I./Flakabteilung 24 und II./Flakabteilung 26; Stab/Regiment General Göring mit I. und IV./Regiment General Göring, leichte Flakabteilung 74, leichte Flakabteilung 83 und II./Flakabteilung 43 |
| Juni 1942 (Sowjetunion) Deutsch-Sowjetischer Krieg         | VIII. Fliegerkorps                                          | |
| Juni 1942 (Sowjetunion) Deutsch-Sowjetischer Krieg         | Fliegerführer Süd                                           | 4./Fernaufklärungsgruppe 122; II./Kampfgeschwader 26; I./Kampfgeschwader 100 |
| Juni 1942 (Sowjetunion) Deutsch-Sowjetischer Krieg         | I. Flakkorps                                                | 9. Flak-Division, 10. Flak-Division, 15. Flak-Division, 17. Flak-Division |
| Juni 1942 (Sowjetunion) Deutsch-Sowjetischer Krieg         | Luftgau-Kommando Kiew                                       | Luftgau-Nachrichten-Regiment Kiew |
| Juni 1942 (Sowjetunion) Deutsch-Sowjetischer Krieg         | Luftgau-Kommando Rostow                                     | Luftgau-Nachrichten-Regiment Rostow |
| Juni 1942 (Sowjetunion) Deutsch-Sowjetischer Krieg         | Luftwaffenmission Rumänien                                  | |
| Juni 1943 (Sowjetunion) Deutsch-Sowjetischer Krieg         | I. Fliegerkorps                                             | |
| Juni 1943 (Sowjetunion) Deutsch-Sowjetischer Krieg         | IV. Fliegerkorps                                            | |
| Juni 1943 (Sowjetunion) Deutsch-Sowjetischer Krieg         | VIII. Fliegerkorps                                          | Stab, I. und III./Jagdgeschwader 52; II. und III./Jagdgeschwader 3; 10./Nachtjagdgeschwader 5; Stab, I. und II./Schlachtgeschwader 1; Stab, I., II. und III./Sturzkampfgeschwader 2; Stab, I., II. und III./Sturzkampfgeschwader 77; Stab und II./Kampfgeschwader 3; Stab, I. und II. Kampfgeschwader 27; Stab, II. und III./Kampfgeschwader 55; I./Kampfgeschwader 100; diverse selbständige Staffeln                                                              |
| Juni 1943 (Sowjetunion) Deutsch-Sowjetischer Krieg         | Kgl. Rumänisches Fliegerkorps                               | |
| Juni 1943 (Sowjetunion) Deutsch-Sowjetischer Krieg         | Seefliegerführer Schwarzes Meer                             | |
| Juni 1943 (Sowjetunion) Deutsch-Sowjetischer Krieg         | I. Flakkorps                                                | 9. Flak-Division, 10. Flak-Division, 15. Flak-Division, 17. Flak-Division |
| Juni 1943 (Sowjetunion) Deutsch-Sowjetischer Krieg         | 5. Flakdivision                                             | Flak-Regiment 180; Flak-Regiment 202 |
| Juni 1943 (Sowjetunion) Deutsch-Sowjetischer Krieg         | Luftwaffenmission Rumänien                                  | |
| Juni 1943 (Sowjetunion) Deutsch-Sowjetischer Krieg         | Luftwaffenmission Bulgarien                                 | |
| Juni 1943 (Sowjetunion) Deutsch-Sowjetischer Krieg         | Feldluftgau-Kommando XXV                                    | Luftgau-Nachrichten-Regiment 25; I. und II. Luftwaffen-Ausbildungs-Bataillon/Feldluftgau-Kommando XXV; Flugbereitschaft/Feldluftgau-Kommando XXV |
| Juni 1944 (Sowjetunion) Deutsch-Sowjetischer Krieg         | I. Fliegerkorps                                             | 3./Fernaufklärungsgruppe 121; Nahaufklärungsgruppe 1, Stab, 1. und 2./Nahaufklärungsgruppe 16; Stab, 1. und 2./Nahaufklärungsgruppe 14; Stab, I., II., III. und 15./Jagdgeschwader 52; Stab, I., II., III. und 10.(Pz.)Schlachtgeschwader 2; II./Schlachtgeschwader 10, 10. und 14./(Pz.)Schlachtgeschwader 9; Stab, 1., 2. und 3. Nachtschlachtgruppe 5; I./Kampfgeschwader 4; Aufklärungsführer Schwarzes Meer West                                               |
| Juni 1944 (Sowjetunion) Deutsch-Sowjetischer Krieg         | VIII. Fliegerkorps                                          | 2./Fernaufklärungsgruppe 11, 2./Fernaufklärungsgruppe 100; Stab, 1. und 2./Nahaufklärungsgruppe 2; Stab, 12. und 13.(Pz.)/Schlachtgeschwader 9, Stab, I., II., III. und 10.(Pz.)/Schlachtgeschwader 77; ung. Staffel 102; Stab und 1./Nachtschlachtgruppe 4; 14.(Eis)/Kampfgeschwader 27; ung. Fliegerführer 106 |
| Juni 1944 (Sowjetunion) Deutsch-Sowjetischer Krieg         | Kgl. Rumänisches Fliegerkorps                               | |
| Juni 1944 (Sowjetunion) Deutsch-Sowjetischer Krieg         | Kommandierender General der Deutschen Luftwaffe in Rumänien | Jagdfliegerführer Balkan |
| Juni 1944 (Sowjetunion) Deutsch-Sowjetischer Krieg         | Luftwaffeneinsatzstab Kroatien                              | |
| Juni 1944 (Sowjetunion) Deutsch-Sowjetischer Krieg         | I. Flakkorps                                                | 9. Flak-Division, 10. Flak-Division, 15. Flak-Division, 17. Flak-Division |
| Juni 1944 (Sowjetunion) Deutsch-Sowjetischer Krieg         | 5. Flakdivision                                             | Flak-Regiment 180; Flak-Regiment 202 |
| Juni 1944 (Sowjetunion) Deutsch-Sowjetischer Krieg         | Feldluftgau-Kommando XXV                                    | Luftgau-Nachrichten-Regiment 25; I. und II. Luftwaffen-Ausbildungs-Bataillon/Feldluftgau-Kommando XXV; Flugbereitschaft/Feldluftgau-Kommando XXV |
| 9. April 1945 (Deutsches Reich) Deutsch-Sowjetischer Krieg | direkt unterstellt                                          | Stab/Fernaufklärungsgruppe 4, 2./Fernaufklärungsgruppe 11, 3./Fernaufklärungsgruppe 33, 3./Fernaufklärungsgruppe 121, 1./Nachtaufklärungsgruppe, III./Kampfgeschwader 4 |
| 9. April 1945 (Deutsches Reich) Deutsch-Sowjetischer Krieg | I. Fliegerkorps                                             | Stab, 1., 2. und 3./Nahaufklärungsgruppe 14, 2./Nahaufklärungsgruppe 12, 2./Nahaufklärungsgruppe 16, Stab, I., II. und III./Schlachtgeschwader 10, I./Schlachtgeschwader 2, 10. und 14.(Pz)/Schlachtgeschwader 9, Stab, 1., 2. und 3. Nachtschlachtgruppe 5, 2./Nachtschlachtgruppe 10, Stab/Jagdgeschwader 76, II./Jagdgeschwader 51, II./Jagdgeschwader 52, I./Jagdgeschwader 53                                                                                  |
| 9. April 1945 (Deutsches Reich) Deutsch-Sowjetischer Krieg | Königlich ungarische 102. Flieger-Division                  | Nahaufklärungsstaffel, Schnellkampfgruppe, Schlachtgruppe, Stab, I., II. und III. Jagdgeschwader 1 |
| 9. April 1945 (Deutsches Reich) Deutsch-Sowjetischer Krieg | Luftwaffeneinsatzstab Kroatien                              | Stab und 1./Nahaufklärungsgruppe 12, Nahaufklärungsstaffel Kroatien |